# フランク・プゥルセル
フランク・プゥルセル（フランク・プールセル、フランク・プルセル、Franck Pourcel、1913年8月11日 - 2000年11月12日）は、フランスの作曲家、編曲家、指揮者。

## 人物・来歴
1913年8月11日、ブーシュ＝デュ＝ローヌ県マルセイユに生まれる。父親が海軍軍楽隊の一員だったことから、幼少時から父よりヴァイオリン等の手ほどきを受け、その後マルセイユ、パリの音楽学校で学ぶ。18歳の時に故郷に戻って、マルセイユのオペレッタ劇場の楽団に入りヴァイオリンを弾いていたが、1935年頃から特にポピュラー音楽に興味を持ち、作曲・編曲及び指揮者としても活躍するようになり、その後、シャンソン歌手のリュシエンヌ・ボワイエの伴奏を担当して各国を歴訪した。
1952年に独自の楽団を結成してデビューをし、1950年代半ば頃からフランス随一の人気楽団として確固たる地位を築くようになり、当時、米のパーシー・フェイス、英のマントヴァーニと並んでイージーリスニング界の3大リーダーの1人と言われるようになった。
ヒット曲としては、1955年過ぎに「急流」（オリジナル・モノラル録音）が全世界において大ヒットし、その後「オンリー・ユー」（プラターズのカバー）が、1959年にアメリカのBillboard Hot 100で最高9位にランクインする大ヒットとなった。1969年にも「ロンリー・シーズン」が全米イージー・リスニング・チャートで38位のヒット。
その後も録音活動を積極的に行い、イージー・リスニングの分野を中心に、クラシックの分野でもアルバムを発表していた。
プゥルセルの楽団による演奏は、日本で多くのラジオ、FM、テレビの番組のテーマ曲に使われている（詳しくは「テレビ、ラジオ、FMで使われた彼の演奏による音楽」を参照）。例えば、同楽団の演奏による「ミスター・ロンリー」は、1967年（昭和42年）7月3日に放送開始し、TOKYO FMが当時FM東海と称していた頃から続いているラジオ番組「JET STREAM」のテーマ曲として日本国内でも有名である（現在、同番組では溝口肇による編曲・演奏バージョンを使用）。更に1972年には、フジテレビ系列で放送されたドラマ「光る海」のテーマ曲に使われた「アドロ」が日本で大ヒットした。
ストリングスによるアレンジを得意とする。元となる楽曲は、クラシックをはじめタンゴ、シャンソン、ポップスや映画音楽など多岐にわたる。日本国内では1950年後半から1980年頃にかけて、東芝音楽工業→東芝EMI（現EMIミュージックジャパン）からオデオン (Odeon)、エンジェル (ANGEL)、及びキャピトル（1950年代のみ）レーベルにて、シングル、アルバム及び17cmミニLPが多数発売された（いずれもEMI系列の仏パテ原盤）。
LP時代には数多くのシングル、アルバムを発表したものの、CDでの発売はベスト盤が中心となっており、その数も少ない。大ヒット曲である「急流」「ミスター・ロンリー」はCDの発売の際には、ほとんどが最初の録音であるモノラル・ヴァージョンの方を収録している。
2000年11月12日に死去、87歳没。

## 日本のラジオ、テレビ、FMで番組のテーマ曲に使われた主な音源
- 「ミスター・ロンリー」(TOKYO FM-JFN系「JET STREAM」　1967年7月3日～1994年12月。後に録音されたステレオ・ヴァージョンの方を使用。)
- 「アドロ」(フジテレビ　ドラマ「光る海」テーマ曲、RKB毎日放送　天気予報BGM使用曲(1970年代))
- 「イージー・カム、イージー・ゴー」(NHK-FM「朝のポップス」 NHK大阪放送局制作の全国番組)
- 「急流」(FM福岡「サウンド・ミュージアム」　使われたのは後に録音されたステレオ再録ヴァージョンの方)(TBSラジオほか「つりと私」ローカル枠BGM)
- 「エミリーの瞳」(FM大阪「あなたと夜と音楽と」、NHK大分放送局「FMリクエストアワー」、岐阜放送「ミュージックナイター」、テレビ東京「明治屋マイ・ワールドビッグテニス」、札幌テレビ「ザ・雪祭り」(札幌雪祭り期間のある土曜日に日本テレビ系に全国ネットされる年1回の定期単発テレビ番組))
- 「6万フィートの飛行」(FM大阪「あなたと夜と音楽と」、TBSテレビ「3時にあいましょう」プレゼントコーナーBGM(この時の紹介アナウンサーは当時TBSアナウンサーだった三雲孝江、ニッポン放送「八代英太のおはようニッポン」、STVラジオ「サンデージャンボスペシャル」オープニングテーマ))
- 「街の娘たち」(TBSラジオ-JRN系「おはよう土居まさるです」、FM大阪「グット・ファミリー・ポップス」)
- 「世界の子どもたち」(TBSラジオ-JRN系「三菱ふそう全国縦断・榎さんのおはようさん〜!」)
- 「セ・マニフィーク（なんて素敵な）」(FM大阪「JOBU ポップスパレード」）
- 「ひとつぶの涙」(TBSラジオ-JRN系「はがきでこんにちは」「（三遊亭円楽のおたよりください!→）伊集院光のおたよりください!」、日本テレビ「目方でドーン!」テーマ曲)
- 「明日は月の上で（DEMAIN SUR LA LUNE）」（ミヤギテレビ定時天気予報番組BGM）
- 「果てしなき世界」(TOKYO FM-JFN系「トワエ・モア　あなたと私」）
- 「クロ・クロ」(東海ラジオ「あなたの土曜日・真季子とともに」テーマ曲)
- 「心は遥かポルトガルへ」(CBCラジオ-JRN系「朝の歳時記」)
- 「ロッド・マーチン・パレード」（フジテレビ、「ものまね王座決定戦」(第1期)、「スーパージャンボクイズ'80」）
- 「昔かたぎの恋」（TBSラジオ「バックグラウンド・ミュージック」オープニングテーマ）